# Turbonilla polita
Turbonilla polita är en snäckart som först beskrevs av Addison Emery Verrill 1872.  Turbonilla polita ingår i släktet Turbonilla och familjen Pyramidellidae. Inga underarter finns listade i Catalogue of Life.